# Wladislaw Gramatik
Wladislaw Gramatik (auch Vladislav Gramatik geschrieben, serbisch-kyrillisch Владислав Граматик, bulgarisch Владислав Граматик; * 15. Jahrhundert in Novo Brdo, Serbisches Despotat; † ??) war ein bulgarischer Gelehrter, Mönch, Schriftsteller und Historiker. Seine Sammlungen von Handschriften und Übersetzungen sind Nachschlagewerke für die bulgarische und serbische Literatur aus dem 13. und 15. Jahrhundert.

## Leben
Wladislaw Gramatik wurde 1456 in Novo Brdo geboren, das zum Serbischen Despotat gehörte. Es wird vermutet, dass er seine Ausbildung an der Resava-Schule erhielt, die vom Schüler der Tarnower Schriftschule, Konstantin Kostenezki gegründet wurde. Im Jahre 1455 ging er nach Mlado Nagoričane nördlich von Kumanovo. Die größte Zeit seines Lebens verbrachte er im Kloster Matejče, er lebte jedoch auch einige Zeit im Rilakloster, wo er die Rila-Legende (oder den Rila-Panegyrikus) schrieb.

## Schriften und Manuskripte
Die bulgarische Mediävistin Borjana Christowa hat einige der Texte des Wladislaw chronologisch geordnet, beginnend mit der Kollektion 1465. Es folgten die Zagreber Kollektion (1469), die Adrianti-Kollektion (1473), die Rila-Legende (1479) (bulgarisch Легендата за Рила и Пирин Legendate za Rila i Pirin) und zwei weitere Sammlungen von Texten, die in den 1470er und 1480er Jahren zusammengestellt wurden.